# Neo (gruppo musicale ungherese)
I NEO sono un gruppo musicale di genere indie-elettronica ungherese, conosciuti principalmente per aver curato la colonna sonora del film Kontroll, diretto dal regista ungherese Nimród Antal.

## Storia del gruppo
La band si è formata nell'autunno del 1998 dall'idea di Mátyás Milkovics. Durante i primi cinque anni di esistenza, Márk Moldvai ha lavorato con Mátyás Milkovics come duo. Il loro primo singolo è uscito nel 1998, da un adattamento di "The Pink Panther Theme".
Nel 2003 viene data loro una grande occasione di lavoro, infatti il regista Nimród Antal li sceglie per la colonna sonora del film Kontroll da lui diretto, che riscuotendo un ottimo successo e consente al gruppo di farsi conoscere in tutto il mondo, consacrandosi in Ungheria e nella vicina Polonia. Il gruppo riceve anche il Mozart Prize of the 7th Art all'Aubagne International Film Festival del 2004 per la miglior colonna sonora.
Nel 2004 Márk Moldvai lascia il gruppo per dedicarsi ad altri progetti musicali ed Enikő Hodosi, Péter Kőváry e Gergő Szőcs entrano a far parte del gruppo.

## Discografia

### EP
- 2003 - Kontroll
- 2010 - Six Pixels

### Album
- 1999 - Eklektogram
- 2002 - Lo-Tech Man, Hi-Tech World
- 2006 - Maps for a Voyage
- 2011 - The Picture

### Singoli
- 1998 - Eklektogram
- 1999 - Lo-Tech Man, Hi-Tech World
- 2000 - Maps for a Voyage
- 2002 - The Picture
- 2002 - Everybody Come On
- 2004 - Kontroll
- 2005 - It's Over Now
- 2006 - Record Straight
- 2007 - Absolution
- 2008 - Spellbound
- 2010 - Serial Killer
- 2011 - Hiii Train
- 2012 - Change
- 2012 - We're All Heroes

## Videografia

### DVD
- 2007 - A Planetary Voyage